# A-56 (Spanje)

De A-56

De A-56 of Autovía Lugo-Ourense is een snelweg in Galicië. De snelweg moet op termijn Lugo (A-54) met Ourense verbinden over een afstand van 66,7 kilometer. 8,8 kilometer van de A-56 werden al aangelegd.